# Jak Jones
Jak Jones (n. 29 iulie 1993, Cwmbran, Țara Galilor, Regatul Unit) este un jucător galez de snooker. A jucat finala ediției 2024 a Campionatului Mondial, pierdută în fața englezului Kyren Wilson. După acest rezultat, a urcat pe locul 14 în clasamentul mondial, cea mai bună poziție din carieră.

## Finalele cariere

### Turnee de clasament: 1
| Legendă                   |
| ------------------------- |
| Campionatul Mondial (0–1) |

| Rezultat | Nr. | An   | Turneu              | Adversar     | Scor  |
| -------- | --- | ---- | ------------------- | ------------ | ----- |
| Finalist | 1.  | 2024 | Campionatul Mondial | Kyren Wilson | 14–18 |

### Finale la amatori: 4 (2 titluri)
| Rezultat | Nr. | An   | Turneu                    | Adversar       | Scor |
| -------- | --- | ---- | ------------------------- | -------------- | ---- |
| Finalist | 1.  | 2009 | Junior Pot Black          | Ross Muir      | 0–1  |
| Finalist | 2.  | 2009 | PIOS – Event 4            | Jamie Jones    | 0–6  |
| Campion  | 1.  | 2010 | Campionatul European U-19 | Anthony McGill | 6–4  |
| Campion  | 2.  | 2016 | Campionatul European      | Jamie Clarke   | 7–4  |